# Bocchit Edmond

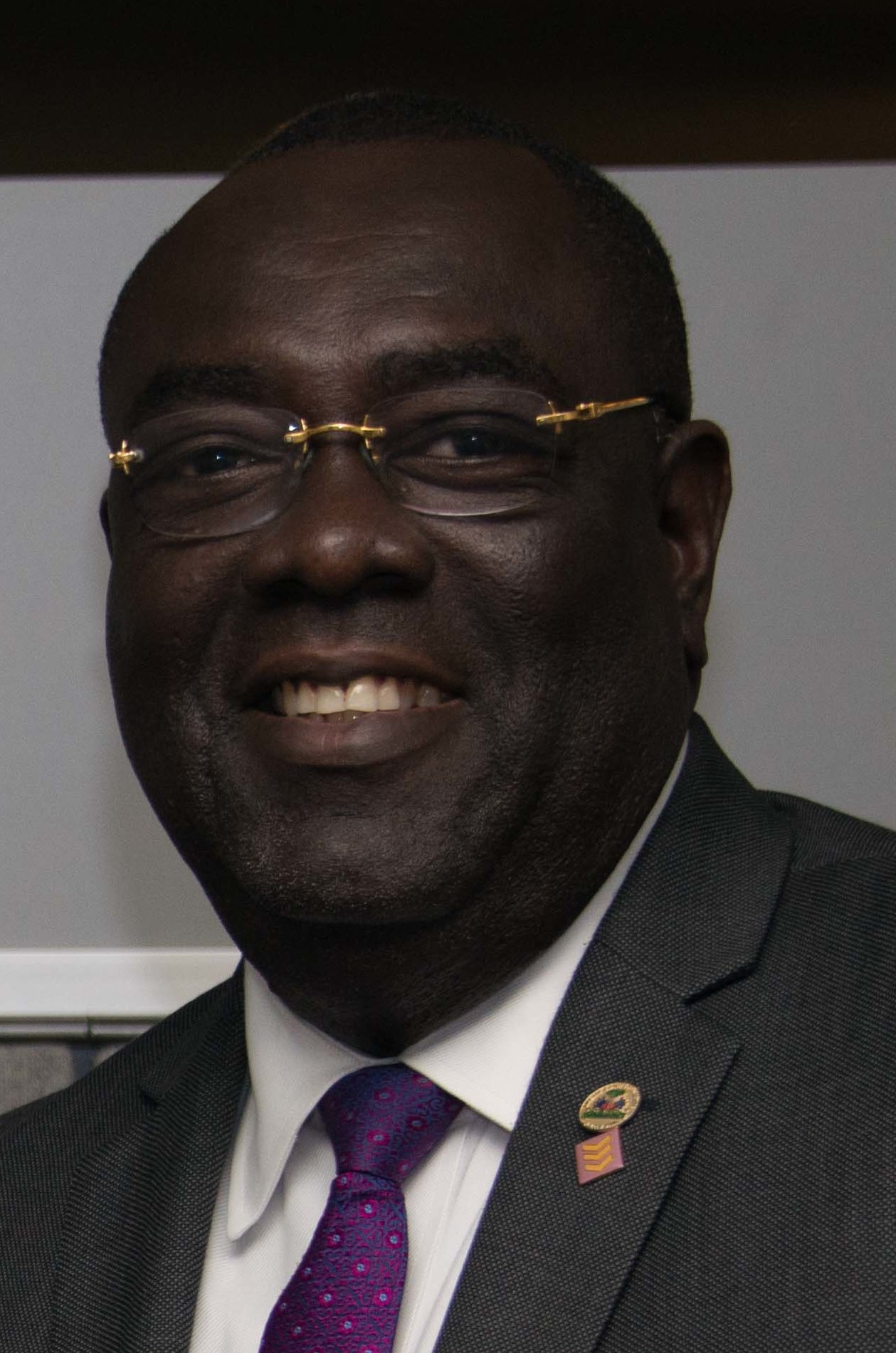
Bocchit Edmond (2018)

Bocchit Edmond (* 1950) ist ein haïtianischer Diplomat und Politiker. Er war vom 17. September 2018 bis zum 5. März 2020 Außenminister seines Landes.

## Leben
Edmond studierte Rechtswissenschaft in Port-au-Prince und absolvierte eine Ausbildung in internationalen Beziehungen an der Universität Oxford (Vereinigtes Königreich). Anschließend arbeitete er als Rechtsanwalt.
Seine Laufbahn im Auswärtigen Dienst Haitis begann im Jahr 1990. Von 2001 bis 2003 war er Botschaftsrat in der haitianischen Botschaft in Kingston, Jamaika. Anschließend wurde er bis 2011 als Chargé d’Affaires an der Botschaft in Panama eingesetzt, wo er im Rahmen einer Mehrfachakkreditierung auch für die Länder in Zentralamerika und für Kolumbien zuständig war.
Von 2012 bis 2016 vertrat er Haiti bei der Organisation Amerikanischer Staaten in Washington. Anschließend wurde er zum Botschafter in London (2016 bis 2018) ernannt.
Im September 2018 wurde er unter der Präsidentschaft von Jovenel Moïse Außenminister.
Nachdem ihm im März 2020 Claude Joseph in diesem Amt folgte, wurde Edmond als Botschafter in die Vereinigten Staaten entsandt. Dort setzte er sich angesichts der Krise in Haiti seit 2018 mit Nachdruck für eine militärische Intervention der internationalen Staatengemeinschaft in Haiti ein, um die Ordnung im Land wiederherzustellen.
Anfang Mai 2023 wurde Edmond von seinem Posten abberufen, da ein Skandal (unrechtmäßige Erteilung von Pässen) in der von ihm geleiteten Botschaft Haitis in Washington bekannt geworden war.